# Museo de Arte Xiao Hui Wang
El Museo de Arte Xiao Hui Wang es un museo de arte contemporáneo en Suzhou. Es uno de los pocos museos en China que lleva el nombre de un artista viviente.

## Historia
El museo se encuentra en el distrito histórico de Pingjiang, en una quinta cuatricentenaria especialmente renovada llamada la Mansión Ding. La estructura original data de la dinastía Ming (1368-1644), siendo reconstruida tras un incendio durante la dinastía Qing (1644-1912). La renovación dejó la mayor parte sin alterar. 
El museo consta de cuatro salas individuales, un salón de exhibiciones, un patio central y un jardín. Abrió sus puertas en el año 2013.